# Agora israeliano

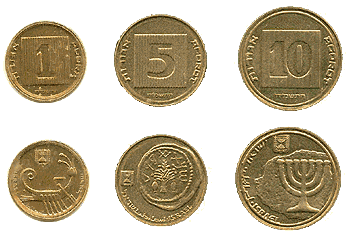
Monete da 1,5, e 10 agora.

L'agora ((HE)  אגורה; pl. agorot, (HE)  אגורות) è una denominazione della valuta d'Israele. La valuta israeliana - il nuovo shekel - è suddiviso in 100 agora.
In effetti, il nome agora si riferisce a tre tipi di valute che sono state utilizzate in Israele nel corso della sua storia, e in tutti i casi sono state frazioni delle unità valutarie principali.
Questo nome fu utilizzato per la prima volta nel 1960, quando il governo israeliano decise di cambiare la suddivisione della sterlina israeliana (o lira israeliana) da 1 000 pruta a 100 agora. Il nome fu suggerito dall'Accademia della Lingua Ebraica, e fu preso in prestito dalla Bibbia ebraica: Chiunque sarà superstite nella tua casa, andrà a prostrarsi davanti a lui per una monetina d'argento e per un pezzo di pane e dirà: Ammettimi a qualunque ufficio sacerdotale, perché possa mangiare un tozzo di pane (Samuele 1, 2:36). Il termine "monetina d'argento" in ebraico è "agorat kessef".
Nel 1980 la sterlina israeliana fu abolita e sostituita dal vecchio shekel con un rapporto di 10 sterline per 1 vecchio shekel. La nuova frazione del shekel fu chiamata agora ħadasha ("nuovo agora"). C'erano 100 nuovi agora in 1 shekel. L'elevato tasso d'inflazione in Israele nei primi anni ottanta obbligò il governo israeliano a cambiare un'altra volta la valuta nazionale nel 1985. Il nuovo shekel fu introdotto con un rapporto di 1 000 vecchi sicli per 1 nuovo shekel. Il nome agora fu utilizzato ancora una volta per la sua frazione. Questa volta il termine "nuovo" fu evitato, al fine di prevenire confusione con la precedente frazione (l'agora pre-1980 era fuori circolazione già da molto tempo).
Attualmente il termine agora si riferisce alla centesima parte del nuovo shekel. Ci sono monete da 10 e 50 agora, sebbene la moneta da 50 agora riporti l'iscrizione: "½ nuovo shekel".
Una moneta da 1 agora è stata in uso fino al 1º aprile 1991, e una moneta da 5 agora fino al 1º gennaio 2008, quando la Bank of Israel decise di ritirarle dalla circolazione. Questo fu dovuto ai costi necessari per la loro produzione, considerevolmente superiori al loro valore facciale. Ad oggi, nel caso di pagamento in contanti, il prezzo deve essere arrotondato al più vicino multiplo di 10 agora. Nel caso di acquisto di diversi prodotti, l'arrotondamento viene eseguito sulla somma totale. Non si procede ad arrotondamento quando il pagamento avviene con assegni, carte di credito o bonifici bancari.

## Controversia sul 10 agora
Il disegno della moneta israeliana da 10 agora è stato oggetto di una breve controversia. Nel corso di una conferenza stampa organizzata dal presidente dell'Organizzazione per la Liberazione della Palestina, Yasser Arafat, a Ginevra il 31 dicembre 1988, egli sostenne che il disegno sul rovescio di questa moneta comprende una mappa del "Grande Israele" che "va dal Mediterraneo alla Mesopotamia, dal Mar Rosso all'Eufrate", riflettendo così l'espansionismo sionista.
La Bank of Israel smentì tale affermazione, affermando che il disegno del 10 agora era stato scelto per il suo valore storico, ed "era stato concepito prendendo strettamente a modello una moneta emessa nel 37–40 a.C. da Antigono II, l'ultimo re degli Asmonei".
Il disegno, di Nathan Karp, apparve la prima volta sulla moneta da 100 vecchi sicli emessa dalla Bank of Israel il 2 maggio 1984. Quando il vecchio siclo fu sostituito dal nuovo siclo nel settembre 1985, il disegno fu copiato alla nuova moneta da 10 agora, che era di valore uguale a quella da 100 vecchi sicli. Questo disegno fu anche adottato come simbolo della Bank of Israel.